# Wünschmanns Hof

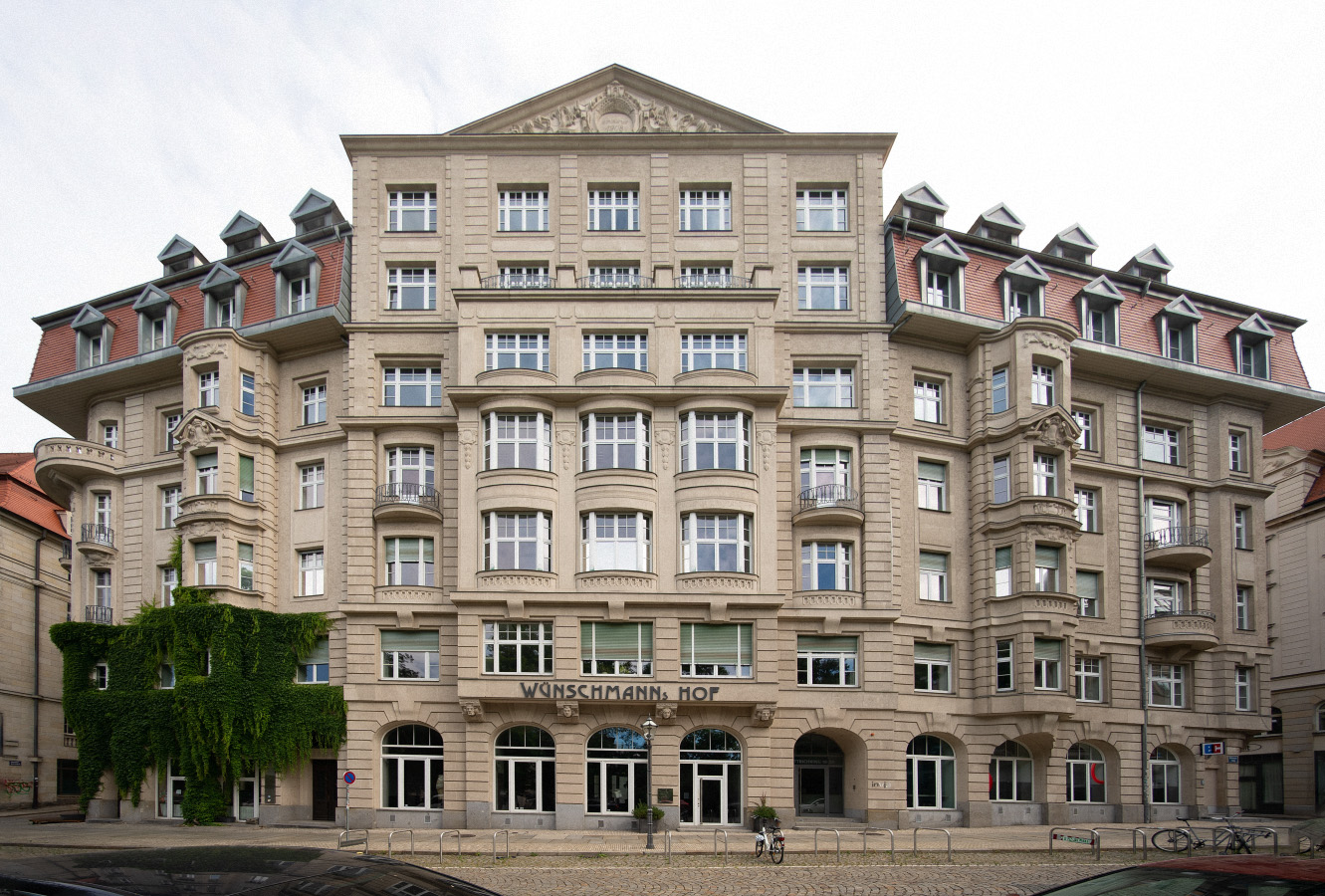
Wünschmanns Hof (2021)

Wünschmanns Hof ist ein Geschäftshaus am Westrand der Innenstadt von Leipzig, benannt nach seinem Bauherrn und Architekten Georg Wünschmann (1868–1937). Die Adresse lautet Dittrichring 18–20. Es steht unter Denkmalschutz. (Nicht zu verwechseln mit „Wünschmann-Haus“, Karl-Liebknecht-Straße  8–14) 

## Lage und Architektur
Der freistehende Gebäudekomplex von Wünschmanns Hof wird umgeben vom Dittrichring, dem Matthäikirchhof, der das Gebäude von dem der Gedenkstätte Museum in der „Runden Ecke“ trennt, sowie der Kleinen und der Großen Fleischergasse. Wünschmanns Hof ist ein Dreiflügelbau auf einer U-förmigen Grundfläche von 1490 m² im Stil des Neobarock mit Anklängen an den Jugend- und den Reformstil.
Die Hauptfront zum Dittrichring ist dreigeteilt. Der siebengeschossige Mittelteil mit fünf Fensterachsen, einem breiten Rechteckerker und einem flachen Giebelaufsatz wird flankiert von zwei fünfgeschossigen Seitenteilen, die gegen den Mittelteil um jeweils 5° abgewinkelt sind. Die Seitenteile und die jeweils zehnachsigen Seitenflügel tragen viergeschossige Runderker. Die Gesamtlänge der Hauptfront beträgt etwa 60 Meter. Im Walmdach ist eine Etage mansardartig ausgebaut. Darüber befinden sich Giebelgauben.

## Geschichte

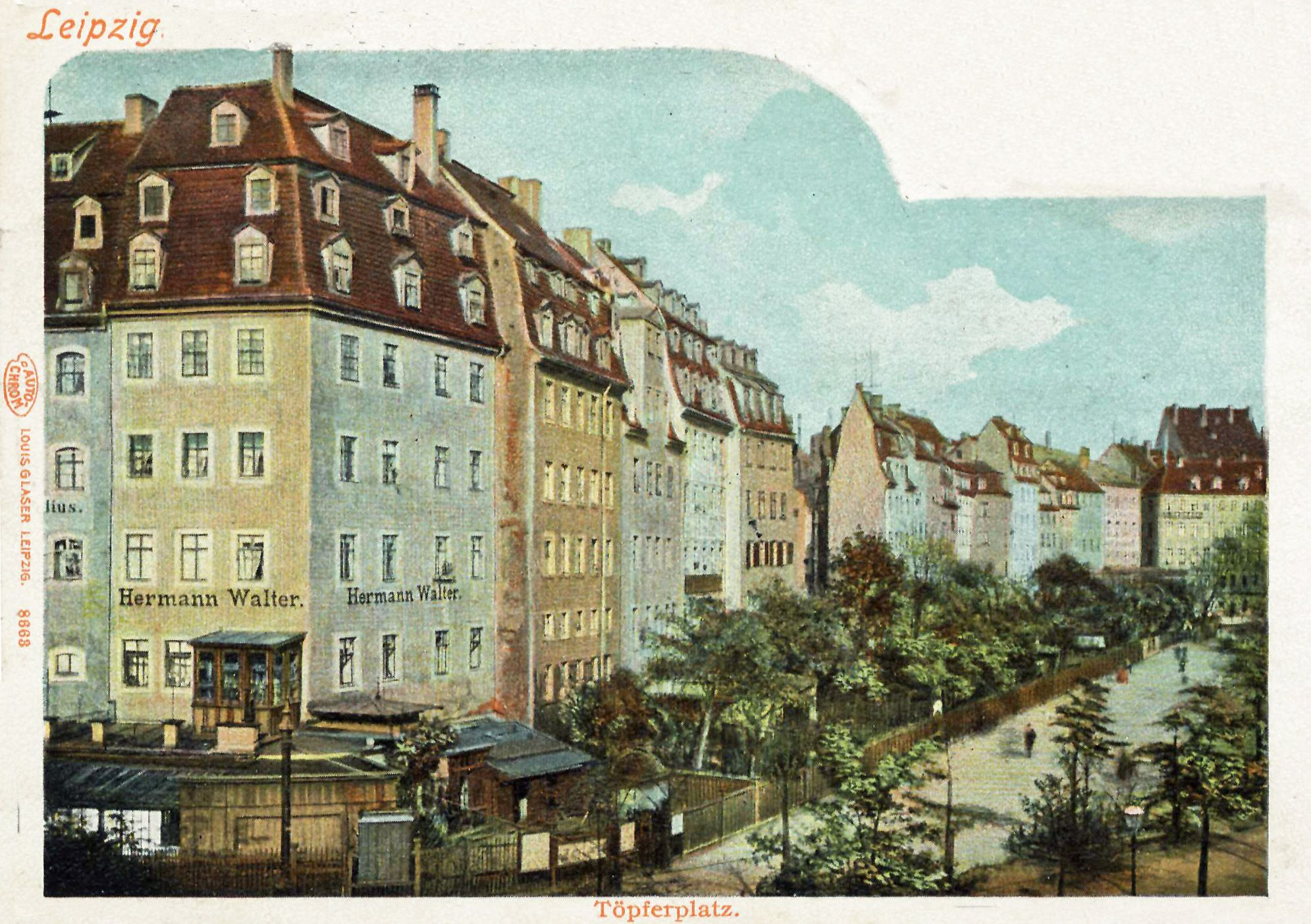
Der Töpferplatz 1902. Die rechten Häuser wichen Wünschmanns Hof

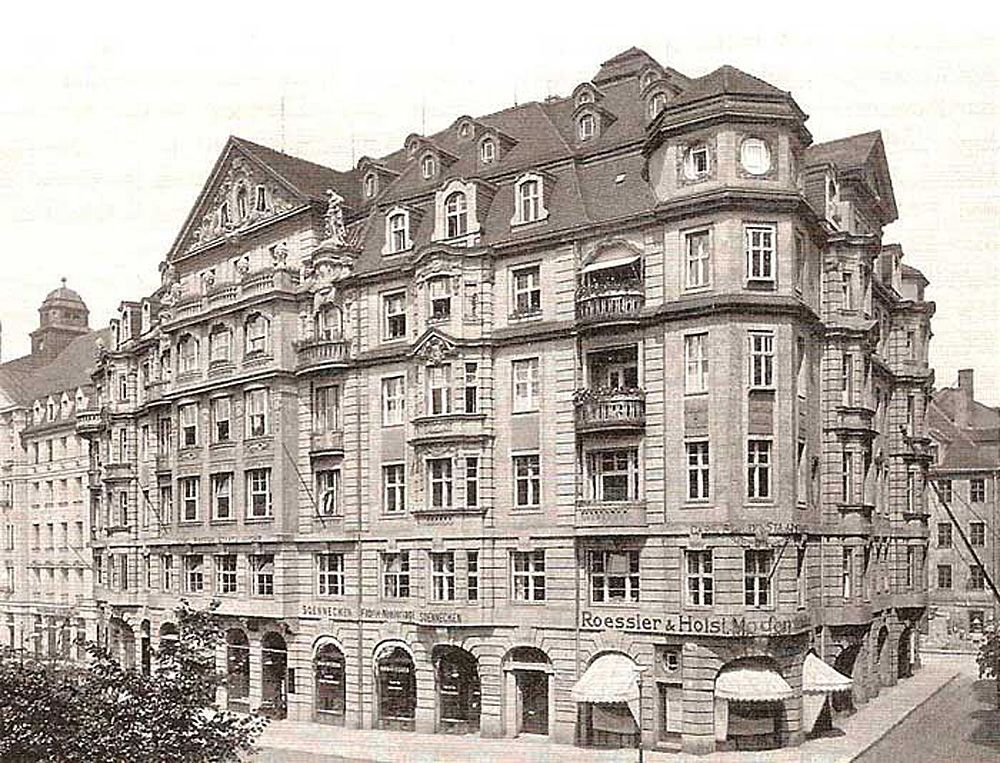
Wünschmanns Hof um 1910

Der seit 1895 als selbständiger Architekt in Leipzig tätige Georg Wünschmann beantragte Anfang des 20. Jahrhunderts als Bauherr die Errichtung eines großen Wohn- und Geschäftshauses nach eigenem Entwurf mit der Bezeichnung Wünschmanns Hof. Zur Schaffung der Baufreiheit für Wünschmanns Hof wurden 1906 die Häuser Kleine Fleischergasse 21–31 abgerissen, deren Gärten zum ehemaligen Töpferplatz (heute Dittrichring) gelegen waren.
Die Bauausführung erfolgte 1908/1909, wobei zum Transport der Baumaterialien fahrbare Kranmaste zum Einsatz kamen. Im Erstbezug befanden sich im Erdgeschoss Läden, im ersten Obergeschoss die Praxisräume einer Privatklinik und in den übrigen Obergeschossen Wohnungen. 1925 kamen Lüttichs Weinstuben ins Erdgeschoss und 1938 das Postamt 13. 1932 wurde im Untergeschoss ein Vortragssaal mit 200 Plätzen für die Pianofortefabrik Gebrüder Grotrian-Steinweg Flügel Ltd London eingebaut.
Beim Luftangriff auf Leipzig vom 4. Dezember 1943 wurde Wünschmanns Hof schwer getroffen. Ab 1959 begann der Wiederaufbau, zunächst am Ostflügel. Bereits 1955 wurde ein Antrag gestellt, im zweiten Untergeschoss einen Kleinkalibergewehr-Schießstand für die Ausbildung der Kampfgruppen einzurichten. Ob dem stattgegeben wurde, ist nicht bekannt. Beim weiteren Aufbau wurden zahlreiche bauliche Elemente vereinfacht oder ganz weggelassen. Der prächtige Mittelgiebel mit Balustrade und überlebensgroßen Figuren schmolz zugunsten von zwei Ausbaustockwerken zum flachen Giebelaufsatz. Die ehemaligen Loggien sind verschwunden, und die Dachlandschaft ist stark vereinfacht, besonders an den ehemals turmartigen Eckerkern.
Nach 1993 erfolgte eine umfassende Sanierung mit weiteren Umbauten. Wünschmanns Hof erfährt gegenwärtig (2023) eine überwiegende Büronutzung. Neben dem Restaurant WEIN.KOST.BAR haben 14 Firmen vornehmlich aus der Touristikbranche die Adresse Dittrichring 18–20.